# Awa (transnovogvinejski jezik)
Awa jezik (mobuta; ISO 639-3: awb), jedan od sedam gadsup-auyana-awa jezika, šire skupine Kainantu, kojim govori 2 050 ljudi (2003 SIL) u provinciji Eastern Highlands u Papui Novoj Gvineji u distriktima Okapa i Kainantu.
Postoji više dijalekata tauna, ilakia, sjeveroistočni awa i južni awa. Pismo: latinica.

## Vanjske poveznice
- Ethnologue (14th)
- Ethnologue (15th)